# Lista chorążych reprezentacji Komorów na igrzyskach olimpijskich
Lista chorążych reprezentacji Komorów na igrzyskach olimpijskich – lista zawodników i zawodniczek reprezentacji Komorów, którzy podczas ceremonii otwarcia nowożytnych igrzysk olimpijskich nieśli flagę narodową.

## Chronologiczna lista chorążych
| Lp. | Rok i miejsce | Chorąży                    | Dyscyplina    |
| --- | ------------- | -------------------------- | ------------- |
| 1   | 1996, Atlanta | Faissoil Ben Daoud         | -             |
| 2   | 2000, Sydney  | Shareef Mohammed           | -             |
| 3   | 2004, Ateny   | Hadhari Djaffar            | Lekkoatletyka |
| 4   | 2008, Pekin   | Feta Ahamada               | Lekkoatletyka |
| 5   | 2012, Londyn  | Feta Ahamada               | Lekkoatletyka |
| 6   | 2016, Rio     | Nazlati Mohamed Andhumdine | pływanie      |
| 7   | 2020, Tokio   | Amed Elna                  | Lekkoatletyka |
| 7   | 2020, Tokio   | Fadane Hamadi              | Lekkoatletyka |